# 角动量

在一個旋轉系統裡，力、力矩、動量、角動量與半徑向量彼此之間的關係。

在物理学中，角动量是与物体的位置向量和动量相关的物理量。對於某慣性參考系的原點{\displaystyle \mathbf {O} }，物體的角動量是物体的位置向量和动量的叉積，通常写做{\displaystyle \mathbf {L} }。角动量是向量，且是一贗矢量。
{\displaystyle \mathbf {L} =\mathbf {r} \times \mathbf {p} }
其中，{\displaystyle \mathbf {r} }表示物体的位置向量，{\displaystyle \mathbf {L} }表示角动量。{\displaystyle \mathbf {p} }表示动量。角動量{\displaystyle \mathbf {L} }又可寫為：
{\displaystyle \mathbf {L} =\mathbf {r} \times \mathbf {p} =\mathbf {r} \times (m\mathbf {v} )=\mathbf {r} \times ({\boldsymbol {\omega }}\times (m\mathbf {r} ))=mr^{2}{\boldsymbol {\omega }}=I{\boldsymbol {\omega }}}
其中，{\displaystyle I}表示質點的转动惯量，{\displaystyle {\boldsymbol {\omega }}}是角速度向量。
假設作用於物體的外力矩和為零，則物體的角动量是守恒的。需要注意的是，由于成立的条件不同，角动量是否守恒与动量是否守恒没有直接的联系。
當物體的運動狀態（動量）發生變化，則表示物體受力作用，而作用力大小就等於動量{\displaystyle \mathbf {P} }的時變率：{\displaystyle \mathbf {F} ={\frac {d\mathbf {P} }{dt}}}
當物體的轉動狀態發生改變時，表示物體受到力矩作用，而力矩就等於角動量的時變率：{\displaystyle {\boldsymbol {\tau }}={\frac {d\mathbf {L} }{dt}}}
若物體（或系統）所受外力矩和為零，則物體（系統）的角動量守恆。例如靜電力或萬有引力均是徑向力，因此不會產生力矩。行星運動的交互作用力源自於萬有引力，故行星運動滿足角動量守恆，所對應的就是开普勒定律中的第二定律。

需要特別說明的是，動量{\displaystyle \mathbf {P} \equiv m\mathbf {v} }，也就是說，動量的方向和速度的方向一致。
伽利略·伽利萊首先引入角動量守恆的概念。:80

## 角動量量子化
在量子力學裡角動量是量子化的：系統的角動量不能任意地取某實數值而只能取以約化普朗克常数{\displaystyle \hbar }為單位整數或半整數倍。粒子的運動軌道造成的角動量必須取{\displaystyle \hbar }的整數倍。另外實驗證明大部分亞原子粒子都拥有一種和運動無關的先天角動量叫自旋。自旋以{\displaystyle {\frac {\hbar }{2}}}的倍數出現。

### 量子化角動量和不确定性原理
角動量是位移與動量的矢量積。而量子力學裡位移與同方向動量是非對易的因此各獨立方向的角動量分别非對易：
{\displaystyle [L_{i},L_{j}]=i\hbar \epsilon _{ijk}L_{k}}
- {\displaystyle \epsilon _{ijk}}是列維-奇維塔符號。
- {\displaystyle [A,B]=AB-BA}是交換子。

根据海森堡不確定原理非對易的物理量不能同時測準。因此角動量矢量的各方向部可以各自但不能同時确定。雖然如此但是角動量矢量的長度是可和任意一部同時确定：
{\displaystyle \left[L_{i},L^{2}\right]=0}
因此算符{\displaystyle L^{2}}和{\displaystyle L_{z}}（任選一方向為z）有共同的特徵波函數。{\displaystyle L^{2}}在球座標系表現為：:169
{\displaystyle L^{2}=-{\frac {\hbar ^{2}}{\sin \theta }}{\frac {\partial }{\partial \theta }}\left(\sin \theta {\frac {\partial }{\partial \theta }}\right)-{\frac {\hbar ^{2}}{\sin ^{2}\theta }}{\frac {\partial ^{2}}{\partial \phi ^{2}}}}
其中{\displaystyle \theta }是位移與{\displaystyle z}軸夹角，{\displaystyle \phi }是繞{\displaystyle z}軸旋轉的角度。
它和{\displaystyle L_{z}}的共同特徵函數
{\displaystyle L^{2}|l,m\rangle ={\hbar }^{2}l(l+1)|l,m\rangle }
{\displaystyle L_{z}|l,m\rangle =\hbar m|l,m\rangle }
是球諧函數：
{\displaystyle \langle \theta ,\phi |l,m\rangle =Y_{l,m}(\theta ,\phi )}
{\displaystyle l}是某非負整數。{\displaystyle -l\leq m\leq l}是絕對值不大於{\displaystyle l}的整數。

### 能量均分與角動量量子化
經典力學內角動量是可以取任意連續值會導致熱力學上一些吊詭。角動量量子化給這些問題完美的答案，這也是角動量量子化有其必要性的證據之一。
在熱力學裡平均能量和系統自由度有關。例如忽略内部結构的單原子分子組成的理想氣體平均能量是{\displaystyle {\frac {E}{N}}={\frac {3}{2}}k_{\mathrm {B} }T}：三維空間運動的分子的每個獨立運動方向分别給予平均能量{\displaystyle {\frac {k_{\mathrm {B} }T}{2}}}。這是能量均分定理。
假設除了三維的平移運動，氣體的分子是由两種原子組成。而原子可以相互環繞運動。為了簡化問題假設所有分子的原子對只能環繞z軸運動。它們旋轉的動能量是：
{\displaystyle E={\frac {L_{z}^{2}}{2I}}}
{\displaystyle L_{z}}是分子旋轉的角動量，{\displaystyle I}是轉動慣量和原子的距离平方成正比。從運用統計力學的配分函數
{\displaystyle Z=\int _{-\infty }^{\infty }dL_{z}e^{-\beta {\frac {L_{z}^{2}}{2I}}}={\sqrt {\frac {2\pi I}{\beta }}}}
（{\displaystyle \beta ={\frac {1}{k_{\mathrm {B} }T}}}是温度{\displaystyle T}的倒數）可以得到古典旋轉運動對平均能量的貢献：
{\displaystyle {\frac {\langle E\rangle }{N}}=-{\frac {\partial \log Z}{\partial \beta }}={\frac {1}{2\beta }}={\frac {k_{\mathrm {B} }T}{2}}}
也就是新的旋轉自由度和每平移運動方向給與一樣的能量。
但是，旋轉的貢献并不決定於分子的轉動慣量{\displaystyle I}也就是和原子的距离無關。但這和我們期待原子距离或分子轉動慣量趨向0時回到無旋轉的結果相矛盾。這就是經典力學引起的弔詭：能量均分定理允許透過宏觀觀察得到所有微觀自由度的資訊：尽管由很多基本粒子組成的原子一般擁有遠高於宏觀觀察的自由度。
問題的解决來自角動量量子化。因為微觀角動量不能取任意的連續值因此以上用積分計算配分函數是不正确的。配分函數應該是一個和：
{\displaystyle Z=\sum _{n=-\infty }^{\infty }e^{-\beta {\frac {n^{2}\hbar ^{2}}{2I}}}}
在温度很高（{\displaystyle \beta \to 0}）或分子轉動慣量很大的情况下，每項間變化緩慢。用積分來進似近似以上和是可接受的。在這情况下選轉的确和一般自由度一樣。上段得到的結果是正确的。但在温度很低或分子轉動慣量很小的情况下{\displaystyle Z}主要貢献來自{\displaystyle |n|}小的前幾項：
{\displaystyle Z\simeq 1+e^{-\beta {\frac {n^{2}\hbar ^{2}}{2I}}}+\cdots }
因此對平均温度的貢献是：
{\displaystyle {\frac {\langle E\rangle }{N}}=-{\frac {\partial \log Z}{\partial \beta }}\simeq {\frac {n^{2}\hbar ^{2}}{2I}}}
而一個系統的量子旋轉特徵和經典旋轉特徵的交叉點出現在温度可以給與幾個{\displaystyle \hbar }角動量的能量：
{\displaystyle T^{*}\approx {\frac {\hbar ^{2}}{2I}}}